# Panglossismo
Il termine Panglossismo definisce l'inclinazione a credere di vivere nel miglior mondo possibile.

## Definizione
Il termine deriva dal romanzo Candido, o l'ottimismo (1759) di Voltaire, dove il personaggio del Dottor Pangloss, tutore di Candido, presenta questo punto di vista sul mondo. Il nome di Pangloss deriva dal greco πᾶν (pân, "tutto") e γλῶσσα (glôssa, "lingua, linguaggio"). Il personaggio cui si ispirava Voltaire era infatti il filosofo e scienziato Gottfried Wilhelm von Leibniz, che sperava di poter ricostruire tutte le lingue del mondo secondo degli elementi minimi comuni a tutte (da cui "Panglossa").
Oltre a Leibniz, in una sua recensione al Candido, anche il principale avversario di Voltaire tra gli illuministi, ossia Jean-Jacques Rousseau, pare condividere la convinzione ottimista di Pangloss e rappresenta Voltaire come il pessimista manicheo Martin, accusando Voltaire di non essere un "ottimista realista" bensì di voler "indurre alla disperazione tutti i suoi simili con l'immagine penosa e crudele di tutte le calamità da cui egli è immune".
Nel dibattito evoluzionista il panglossismo è stato utilizzato in un articolo di Gould e Lewontin dal titolo I pennacchi di San Marco e il paradigma di Pangloss, nel quale l'adattazionismo estremo della teoria neodarwinista viene paragonato al panglossismo ("paradigma di Pangloss" nella terminologia degli autori).